# Bolesław (gromada w powiecie olkuskim, 1954–1955)
Bolesław – dawna gromada, czyli najmniejsza jednostka podziału terytorialnego Polskiej Rzeczypospolitej Ludowej w latach 1954–1972.
Gromady, z gromadzkimi radami narodowymi (GRN) jako organami władzy najniższego stopnia na wsi, funkcjonowały od reformy reorganizującej administrację wiejską przeprowadzonej jesienią 1954 do momentu ich zniesienia z dniem 1 stycznia 1973, tym samym wypierając organizację gminną w latach 1954–1972.
Gromadę Bolesław z siedzibą GRN w Bolesławiu utworzono – jako jedną z 8759 gromad na obszarze Polski – w powiecie olkuskim w woj. krakowskim, na mocy uchwały nr 28/IV/54 WRN w Krakowie z dnia 6 października 1954. W skład jednostki weszły obszary dotychczasowych gromad Ujków Stary, Ujków Nowy, Laski i Bolesław ze zniesionej gminy Bolesław oraz przysiółek Hutki z dotychczasowej gromady Pomorzany ze zniesionej gminy Rabsztyn w tymże powiecie. Dla gromady ustalono 27 członków gromadzkiej rady narodowej.
Gromadę Bolesław zniesiono 1 stycznia 1956 w związku z nadaniem jej statusu osiedla.
Uwaga: Gromada Bolesław (o innym składzie) istniała także w latach 1969–72.